# Jan van Roekel
Jan van Roekel (Wageningen (Nederland), 25 december 1920 - Wellington, 16 april 1987) was een Nederlands verzetsstrijder in de Tweede Wereldoorlog. Hij gaf leiding aan een OD-groep in Wageningen.

## Levensloop
Van Roekel werd geboren in het oude veerhuis de  Wolfswaard in Wageningen. Zijn ouders gingen uit elkaar toen hij nog geen twee jaar oud was. Van Roekel bleef bij zijn moeder Zwaantje Bosman. Kort na de Duitse inval in Nederland sloot Van Roekel zich aan bij de Ordedienst (OD). De OD was een organisatie die vooral bestond uit Nederlandse militairen die zich voorbereidden om het vacuüm dat zou ontstaan na een Duitse nederlaag in te vullen. In tegenstelling tot veel afdelingen pleegde de OD-groep in Wageningen wel actief verzet.
De Wolfswaard functioneerde als het hoofdkwartier van een OD-groep waar Van Roekel leiding aan gaf. Door de relatief afgelegen ligging was het de ideale locatie. Vanuit het huis werd de overval op het Wageningse bevolkingsregister georganiseerd. De Duitse bezetter had in december 1942 het hoofd van de inspectie van de bevolkingsregisters opdracht gegeven om gegevens te verschaffen over de mannelijke Nederlanders geboren in de jaren 1918-1922 met het oog op tewerkstelling in Duitsland. Hierop besloot Van Roekel samen met de studenten Henk Sijnja en Yge van der Wal het hele bevolkingsregister te laten verdwijnen. Zij kregen hulp van de gemeenteambtenaar Bob Mebius.
In de nacht van 2 op 3 januari 1943 bezochten zij het Wageningse stadhuis en namen alle persoonskaarten achter op de fiets mee. Ze gooiden deze in een moeras. Dit was de eerste overval tijdens de oorlog op een bevolkingsregister. Na ontdekking werd een groep van 21 studenten van de Landbouwhogeschool als gijzelaars overgebracht naar Kamp Amersfoort en later Kamp Vught. Een van hen overleed daar.
In het huis de Wolfswaard was ook een geheime zender ondergebracht. Van Roekel en Sijnja zonden in april-mei 1943 stakingsoproepen uit. Deze zender werd indirect een aantal inwoners van het huis noodlottig. De familie Van Roekel verhuurde een deel van het huis namelijk aan de tweelingzussen Neeltje en Eltien Krijthe, die aan de Landbouwhogeschool werkten. De zussen boden onderdak aan twee joodse onderduikers, broer en zus Theo en Marie Stoppelman. Zij vroegen Van Roekel regelmatig om toch voorzichtig te zijn en een andere uitvalsbases te kiezen voor zijn verzetswerk.
In mei 1944 arresteerde de Sicherheitsdienst drie Wageningers die radio-onderdelen bij zich hadden. Een van dezen was betrokken bij de geheime zender op de Wolfswaard. Op 20 mei 1944 viel daarop de SD om vijf uur in de ochtend de Wolfswaard binnen. Van Roekel en Sijnja slaagden erin ongezien te ontkomen, maar de zussen Krijthe en hun joodse onderduikers werden alle vier gearresteerd. Zowel Eltien Krijthe als Theo Stoppelman overleefden de Duitse concentratiekampen niet.
Tijdens de Slag om Arnhem in september 1944 kwamen niet alle gliders op hun bestemming terecht. Sommige vliegtuigen crashten of werden verkeerd afgezet. Sommigen kwamen  dicht bij de Wolfswaard terecht. De inzittenden werden door verzetmensen verzameld op de begraafplaats aan de Oude Diedenweg en later door Jan van Roekel en Kees Mulder in een roeiboot over de Rijn gezet, naar de Betuwe. In totaal werden zo 69 Britse militairen in zeven tochten naar bevrijd gebied teruggebracht. Op 1 oktober 1944 werd Wageningen (voor de tweede maal) geëvacueerd. Van Roekel stak toen in een boot de Rijn over en sloot zich aan bij de geallieerden. In de meidagen van 1945 keerde hij terug in Wageningen, in Schotse kilt.

## Eerbetoon

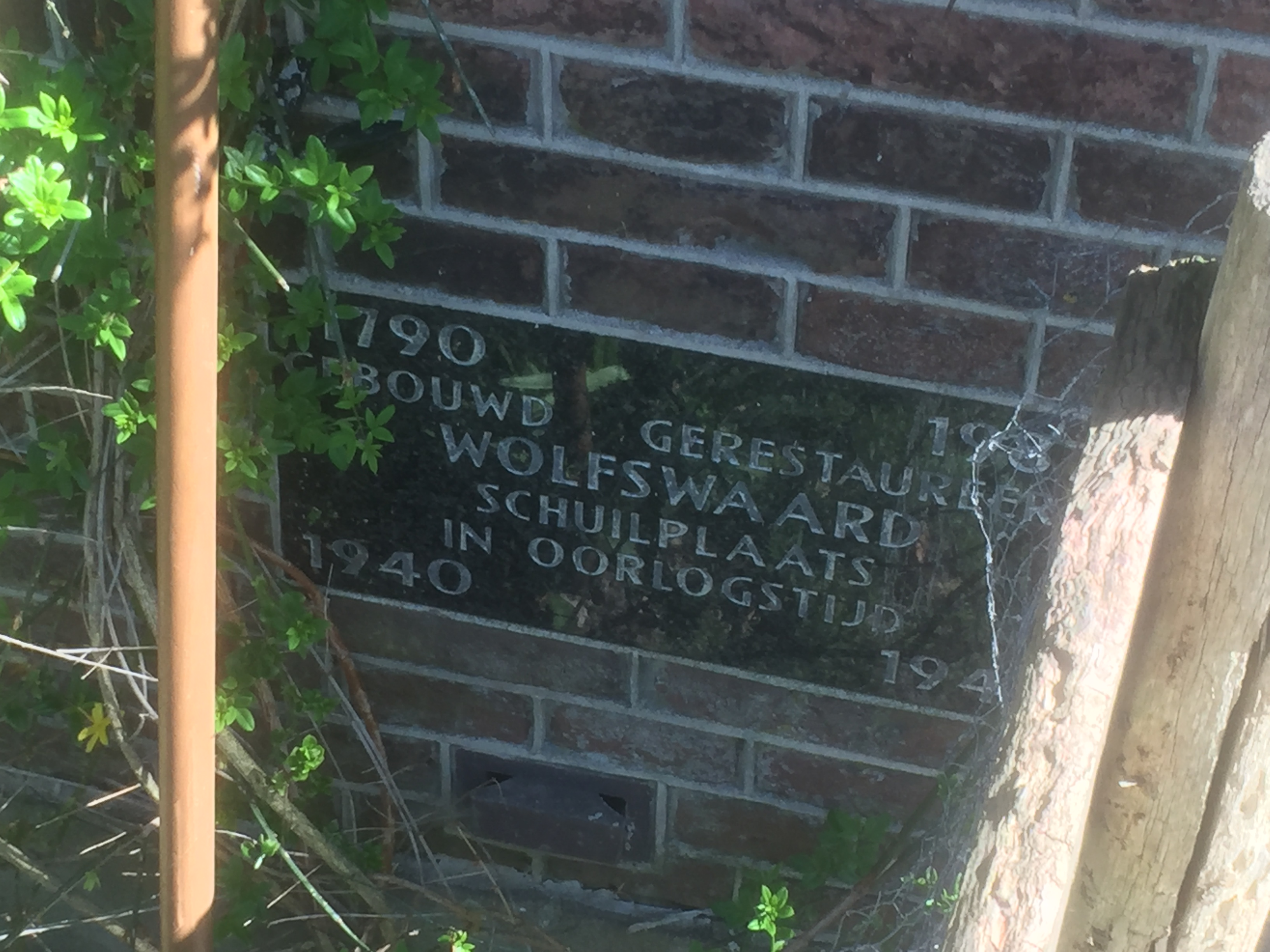
De gedenksteen in de voorgevel van de Wolfswaard

Van Roekel ontving in 1947 van de Amerikaanse regering de Medal of Freedom vanwege zijn hulp aan geallieerde militairen. Van Groot-Brittannië ontving hij de Orde van het Britse Rijk.
Op initiatief van Van Roekel werd bij de renovatie in 1987 van de Wolfswaard een herdenkingssteen aangebracht in de voorgevel van het huis. Van Roekel woonde inmiddels in Nieuw-Zeeland, waar hij na de oorlog naartoe was geëmigreerd. In 1981 bezocht hij zijn ouderlijk huis voor de laatste maal. Zijn laatste jaren leed de verzetsman aan een ernstige ziekte en hij maakte de onthulling van de steen niet meer mee. De naam van Van Roekel staat ook vermeld op een gedenkplaat bij het Wageningse gemeentehuis ter herinnering aan het stelen van het bevolkingsregister.